# British Rail 70 sorozat
A British Rail 70 sorozat az amerikai GE Transportation által Európának gyártott dízelmozdony-sorozata. A járművek az USA-ban, Erie városban készültek. A mozdonyokat az európai piacra szánták.
A mozdonyban egy 16 hengeres 2750 kW-os dízelmotor van beépítve.
Az első megrendelő a brit üzemeltető, a Freightliner, mely harminc darabot rendelt a sorozatból. Az első két PowerHaul mozdonyt 2009. novemberben szállították le, és a következő négy darab jármű egy hónappal később érkezett.

## Jellemzése
A PowerHaul mozdony, a GE nagyon sikeres Evolution sorozatán alapul, amelyből 2005. évtől már többféle tengelyelrendezésben gyártanak. A mozdony nagy tapadó tömeggel rendelkezik, váltakozó áramú vontatómotorral készül. A briteknek szállítandó kivitel, teljes szélességű mozdony fülkével és keskeny mozdonyszekrénnyel rendelkezik, míg az európai kivitel teljes szélességű mozdonyszekrénnyel rendelkezik, mely képes befogadni az ETCS 2 szintű vonatbefolyásoló berendezéseit, és maximum még három nemzeti rendszert. Elvárják, hogy a PowerHaul mozdony dízelmotora megkapja az EU III.A szabályozási lépcsőnek megfelelő csökkentett káros anyag kibocsátására vonatkozó bizonylatot.